# Dejan Lovren
Dejan Lovren (Zenica, 5. srpnja 1989.), hrvatski je nogometaš i bivši reprezentativac koji igra na poziciji braniča. Trenutačno igra za PAOK.

## Klupska karijera
Priključuje se prvoj momčadi zagrebačkoga Dinama na pripremama za sezonu 2008./09. Dobiva priliku u odlučujućem susretu za proboj u skupine Kupa UEFA-e protiv praške Sparte te postiže pogodak za 2:2 koji Dinamu osigurava daljnji nastup u Kupu UEFA.
U zimskom prijelaznom roku 2010. godine Lovren potpisuje ugovor na četiri i pol godine s francuskim prvoligašem Lyonom. Odšteta Dinamu bila je 10 milijuna eura. U lipnju 2013. potpisuje četverogodišnji ugovor sa Southamptonom, u srpnju 2014. četverogodišnji ugovor s Liverpoolom. U lipnju 2017. je Lovren produžio ugovor s Redsima do 2021. godine. U srpnju 2020. godine potpisao je trogodišnji ugovor s ruskim prvoligašem Zenitom.

## Reprezentativna karijera
Od omladinskih selekcija hrvatske nogometne reprezentacije igrao je za selekcije do 17, 18, 19, 20 i 21 godine. Lovren je prvi put pozvan u Hrvatsku A reprezentaciju 2009. godine od izbornika Slavena Bilića a bio je uključen u momčad za utakmicu protiv Bjelorusije 12. kolovoza 2009. godine, ali nije ušao u igru. Za Hrvatsku prvi put nastupio je u utakmici protiv Katara 8. listopada 2009. godine. Lovren je prije kvalifikacijskog duela s Islandom u Reykjavíku, posljednju natjecateljsku utakmicu za reprezentaciju odigrao prije gotovo tri godine, 9. rujna 2014. protiv Malte (2:0). Nakon toga uslijedio je niz ozljeda i sukoba s izbornikom Čačićem, zbog kojeg je i propustio Europsko prvenstvo.
Dolaskom novoga izbornika, Zlatka Dalića, Dejan dobiva mnogo više pažnje i nastupa na svakoj utakmici za Hrvatsku. U lipnju 2018. godine postaje jedan od junaka utakmice protiv Argentine na SP-u u Rusiji svojim obranama i blokovima argentinskih napada.
Dana 9. studenoga 2022. izbornik Zlatko Dalić uvrstio je Lovrena na popis igrača za Svjetsko prvenstvo 2022.
Dana 23. veljače 2023. Lovren je objavio da se oprostio od reprezentacije.

### Pogodci za A reprezentaciju
| Broj | Nadnevak         | Mjesto                                        | Protivnik | Pogodak | Konačan ishod | Natjecanje                            |
| ---- | ---------------- | --------------------------------------------- | --------- | ------- | ------------- | ------------------------------------- |
| 1.   | 2. rujna 2011.   | Ta' Qali Stadion, Ta' Qali, Malta             | Malta     | 1:3     | 1:3           | Kvalifikacije za Euro 2012.           |
| 2.   | 26. ožujka 2013. | Liberty Stadion, Swansea, Wales               | Wales     | 1:1     | 1:2           | Kvalifikacije za svj. prvenstvo 2014. |
| 3.   | 6. rujna 2019.   | Štadión Antona Malatinského, Trnava, Slovačka | Slovačka  | 0:4     | 0:4           | Kvalifikacije za Euro 2020.           |
| 4.   | 8. rujna 2020.   | Stade de France, Pariz, Francuska             | Francuska | 0:1     | 4:2           | Liga nacija 2020./21.                 |
| 5.   | 25. rujna 2022.  | Ernst-Happel-Stadion, Beč, Austrija           | Austrija  | 1:3     | 1:3           | Liga nacija 2022./23.                 |

## Priznanja

### Individualna
- 2018.: Odlukom Predsjednice Republike Hrvatske Kolinde Grabar-Kitarović odlikovan je Redom kneza Branimira s ogrlicom, za izniman, povijesni uspjeh hrvatske nogometne reprezentacije, osvjedočenu srčanost i požrtvovnost kojima su dokazali svoje najveće profesionalne i osobne kvalitete, vrativši vjeru u uspjeh, optimizam i pobjednički duh, ispunivši ponosom sve hrvatske navijače diljem svijeta ujedinjene u radosti pobjeda, te za iskazano zajedništvo i domoljubni ponos u promociji sporta i međunarodnog ugleda Republike Hrvatske, te osvajanju 2. mjesta na 21. Svjetskom nogometnom prvenstvu u Ruskoj Federaciji.[12]
- 2024. Odlukom predsjednik Republike Hrvatske Zorana Milanovića odlikovan je Poveljom Republike Hrvatske: "Za izniman uspjeh hrvatske nogometne reprezentacije, doprinos sportu i međunarodnom ugledu Republike Hrvatske te osvajanju 3. mjesta na 22. Svjetskom nogometnom prvenstvu u Državi Katru" [13]

### Klupska
Dinamo Zagreb
- Prvak Hrvatske (2): 2005./06., 2008./09.
- Hrvatski nogometni kup (1): 2008./09

Olympique Lyonnais
- Francuski kup (1): 2011./12.

Liverpool
- FA Premier liga (1): 2019./20.
- UEFA Liga prvaka (1): 2018./19.

Zenit
- Ruski superkup (1): 2020.

### Reprezentativna
- Svjetsko prvenstvo: 2018. (2. mjesto),[14] 2022. (3. mjesto)[15]

## Osobni život
Tijekom Bošnjačko-hrvatskog sukoba obitelj Lovren bila prisiljena otići kao izbjeglice kod djeda koji je radio u Njemačkoj. Tada je Dejan bio trogodišnji dječak. Kada je Dejan Lovren napunio deset godina, obitelj se vratila u Hrvatsku i počela novi život u Karlovcu.

## Vanjske poveznice
- Profil, Hrvatski nogometni savez
- Profil, Transfermarkt (engl.)